# Estação Socorro
A Estação Socorro é uma estação ferroviária, pertencente à Linha 9–Esmeralda, operada pela ViaMobilidade. Está localizada na divisa entre os distritos do Socorro e Santo Amaro, na cidade de São Paulo.

## História
A estação original de Socorro foi inaugurada pela EFS em 11 de novembro de 1960. Nos anos 1970, foi demolida, para a construção de uma nova estação, que seria inaugurada apenas em 4 de maio de 2000, em um local diferente, já pela CPTM.
Em 20 de abril de 2021, foi concedida para o consórcio ViaMobilidade, composto pelas empresas CCR (atual Motiva) e RUASinvest, com a concessão para operar a linha por trinta anos. O contrato de concessão foi assinado e a transferência da linha foi realizada em 27 de janeiro de 2022.

## Tabela
| Sigla | Estação | Inauguração       | Integração               | Plataforma | Posição    | Notas                        |
| ----- | ------- | ----------------- | ------------------------ | ---------- | ---------- | ---------------------------- |
| SOC   | Socorro | 4 de maio de 2000 | Bilhete Único da SPTrans | Central    | Superfície | Estação construída pela CPTM |